# Walter Campbell (avocat)
Pour les articles homonymes, voir Walter Campbell et Campbell.
Walter Benjamin Campbell, né le 4 mars 1921 et mort le 4 septembre 2004 est un avocat australien qui fut juge à la Cour suprême du Queensland, chancelier de l'Université du Queensland et le 21e gouverneur du Queensland.